# Ferrières-Saint-Hilaire
Ferrières-Saint-Hilaire ist eine französische Gemeinde mit 428 Einwohnern (Stand 1. Januar 2022) im Département Eure in der Region Normandie (vor 2016 Haute-Normandie). Sie gehört zum Kanton Breteuil. Die Einwohner werden Ferriérois genannt.

## Geografie
Ferrières-Saint-Hilaire liegt etwa sechs Kilometer südsüdöstlich von Bernay an der Charentonne. Umgeben wird Ferrières-Saint-Hilaire von den Nachbargemeinden Saint-Quentin-des-Isles im Norden, Saint-Aubin-le-Vertueux im Nordosten, Mesnil-en-Ouche im Osten, Chamblac im Süden, Broglie im Südwesten sowie Grand-Camp im Westen.

## Bevölkerungsentwicklung
| Jahr                       | 1962 | 1968 | 1975 | 1982 | 1990 | 1999 | 2006 | 2019 |
| Einwohner                  | 301  | 238  | 303  | 372  | 374  | 354  | 386  | 419  |
| Quellen: Cassini und INSEE |      |      |      |      |      |      |      |      |

## Sehenswürdigkeiten
- Kirche Saint-Hilaire
- Kapelle Notre-Dame in Petite-Couture

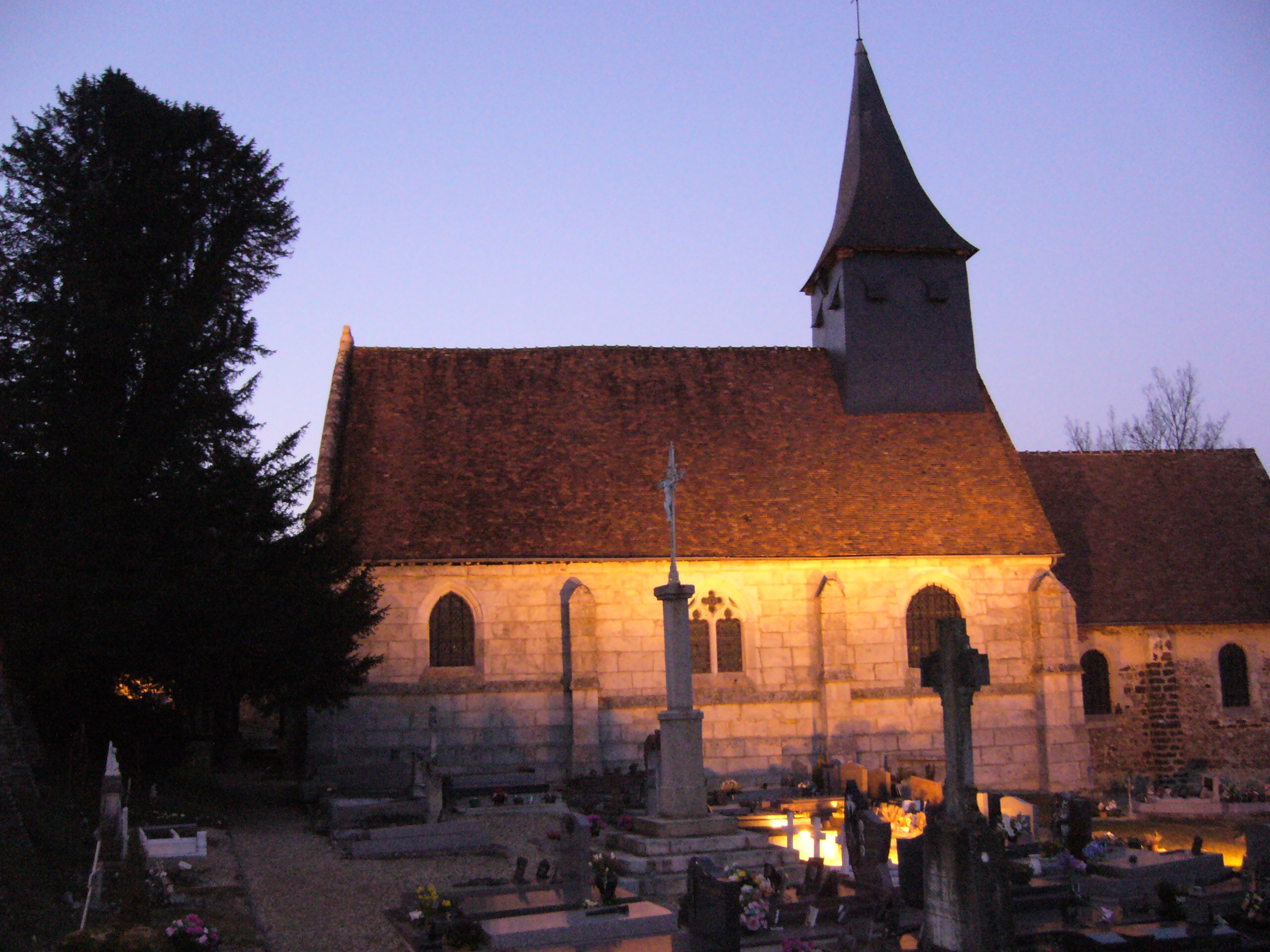
Kirche Saint-Hilaire